# Dan Hofstadter
Dan Hofstadter es un escritor estadounidense, colaborador habitual durante ocho años de The New Yorker. Después de vivir en Florencia y Nápoles, actualmente reside en Nueva York.

## Obra
- El amor como una obra de arte.
- Falling Palace.
- La Tierra se mueve. Galileo y la Inquisición.